# Sam Bardfeld
Samuel J. Bardfeld (New York, 14 januari 1968) is een Amerikaanse jazzviolist.

## Biografie
Bardfeld studeerde jazz aan de Wesleyan universiteit (bij Bill Barron, afgestudeerd in 1990) en met een beurs van de Ford Foundation etnomusicologie bij Mark Slobin. Hij had les in jazzimprovisatie bij Richie Beirach en George Garzone en vioolles bij Gerald Beal. Hij werkte vanaf het eind van de jaren 90 met o.m. Ehran Elisha,  Anthony Braxton (Two Compositions (Orchestra), 2005) alsook met Roy Nathanson en diens Jazz Passengers. Ook was hij betrokken bij enkele Latin-Jazz-projecten, zoals Johnny Almendra y Los Jovenes Del Barrio en een groep van Johnny Pacheco. Hij speelde tevens met Cameron Brown, Bruce Springsteen (Live in Dublin), John Zorn, Frank Vignola, Kevin Norton, John Cale, Debbie Harry, alsook met het String Trio of New York, het BBC Concert Orchestra,  The Soldier String Quartet en The Raymond Scott Orchestrette. Verder was hij als musicus, arrangeur en componist actief voor film en tv. In 1999 nam hij met o.a. Drew Gress zijn debuutalbum Taxidermy op (CIMP), de plaat werd gevolgd door Periodic Trespasses (Fresh Sound New Talent, met o.m. Sean Conly, Ron Horton en Tom Beckham). In de jazz was hij tussen 1998 en 2010 betrokken bij 15 opnamesessies, o.a. van Michael Attias, Bill Ware en Joel Harrison. Hij schreef tevens het leerboek Latin Violin (New York: Gerard and Sarzin, 2001).